# Jean-Yves Le Drian
Jean-Yves Le Drian (rođen 30. lipnja 1947. godine u Lorientu) francuski je političar. Bio je ministar Europe i vanjskih poslova Francuske Republike.
Profesor je suvremene povijesti. Od 1978. godine u više je navrata bio izabran za zastupnika u Nacionalnoj skupštini. Gradonačelnik Lorienta bio je u razdoblju od 1981. do 1998. Ovaj grad južne Bretanje poznat je po najvećoj ribarskoj luci u Francuskoj, najvećoj trgovačkoj luci u Bretanji, velikoj vojnoj luci, te po manifestaciji Festival interceltique de Lorient (festival posvećen kulturnoj tradiciji keltskih naroda).
Državni tajnik za pomorska pitanja bio je od 1991. do 1992. Regionalnim vijećem Bretanje predsjedao je od 2004. do 2012., a potom i od 2015. godine. Predsjednik Konferencije europskih perifernih pomorskih regija (CPMR), koja uključuje 161 obalnu regiju, bio je od 2010. do 2012. Dužnost ministra obrane (zadužen i za branitelje) obnašao je od 2012. do 2017.
Francuski predsjednik Emmanuel Macron imenovao ga je ministrom Europe i vanjskih poslova Francuske Republike 17. svibnja 2017.